# La Nouvelle République du Centre-Ouest
Pour les articles homonymes, voir La Nouvelle République.
La Nouvelle République du Centre-Ouest, appelé plus communément La Nouvelle République ou la NR, est un quotidien régional français basé à Tours, en Indre-et-Loire. 
Il est édité par le groupe Nouvelle République du Centre-Ouest (NRCO), dont les deux principaux actionnaires sont le groupe Centre-France (17 %, ayant lui-même pour actionnaire majoritaire la fondation Varenne), et la famille Saint-Cricq (16 %).

## Diffusion
Le journal est diffusé dans cinq départements français, dont un de leur point commun est d'être traversés par la Loire ou ses affluents :
- trois départements de la région Centre-Val de Loire : Indre-et-Loire (préfecture Tours), Loir-et-Cher et Indre ;
- deux départements du nord de la Nouvelle-Aquitaine, issus du Poitou, une ancienne province de France : Vienne (préfecture Poitiers) et Deux-Sèvres.

## Histoire
La Nouvelle République est un quotidien issu de la Résistance, fondé par Pierre Archambault et Jean Meunier.
Le premier numéro prend la place de La Dépêche du Centre, sous l'impulsion du commissaire de la République et futur premier ministre Michel Debré. Il paraît le samedi 2 septembre 1944 avec un tirage de 33 000 exemplaires.
Pierre Archambault est appelé à la direction de La Nouvelle République du Centre-Ouest dès la Libération de la ville en 1944. Il est âgé de 32 ans, et son passé de militant du catholicisme social en fait un résistant à Libération-Nord, (réseau « Confrérie Notre-Dame de Castille »). Il a peu d'expérience dans la presse, il est avant-guerre, correspondant de quelques journaux. Jusqu'en juin 1972, il dirige quasiment seul la direction selon son fils, alors qu'il n'est pas majoritaire sur le plan financier.
Jean Meunier reprend la direction de La Nouvelle République du Centre-Ouest, après une révolution de palais en 1972. Il fut président de la Société de la Nouvelle République, et fut député socialiste d'Indre-et-Loire jusqu'en 1958. Le journal est très régional, il a une rédaction basée à Tours.
La Nouvelle République est le quotidien de Bourges, dont la rédaction est d'abord située au 4 de l'avenue Jean Jaurès, avant de traverser la rue en 1982 pour emménager au numéro 7 où elle reste quelques années, puis reprendre les locaux occupés à une époque par la radio locale Recto Verso dans l'immeuble des anciennes Dames de France, place Planchat.

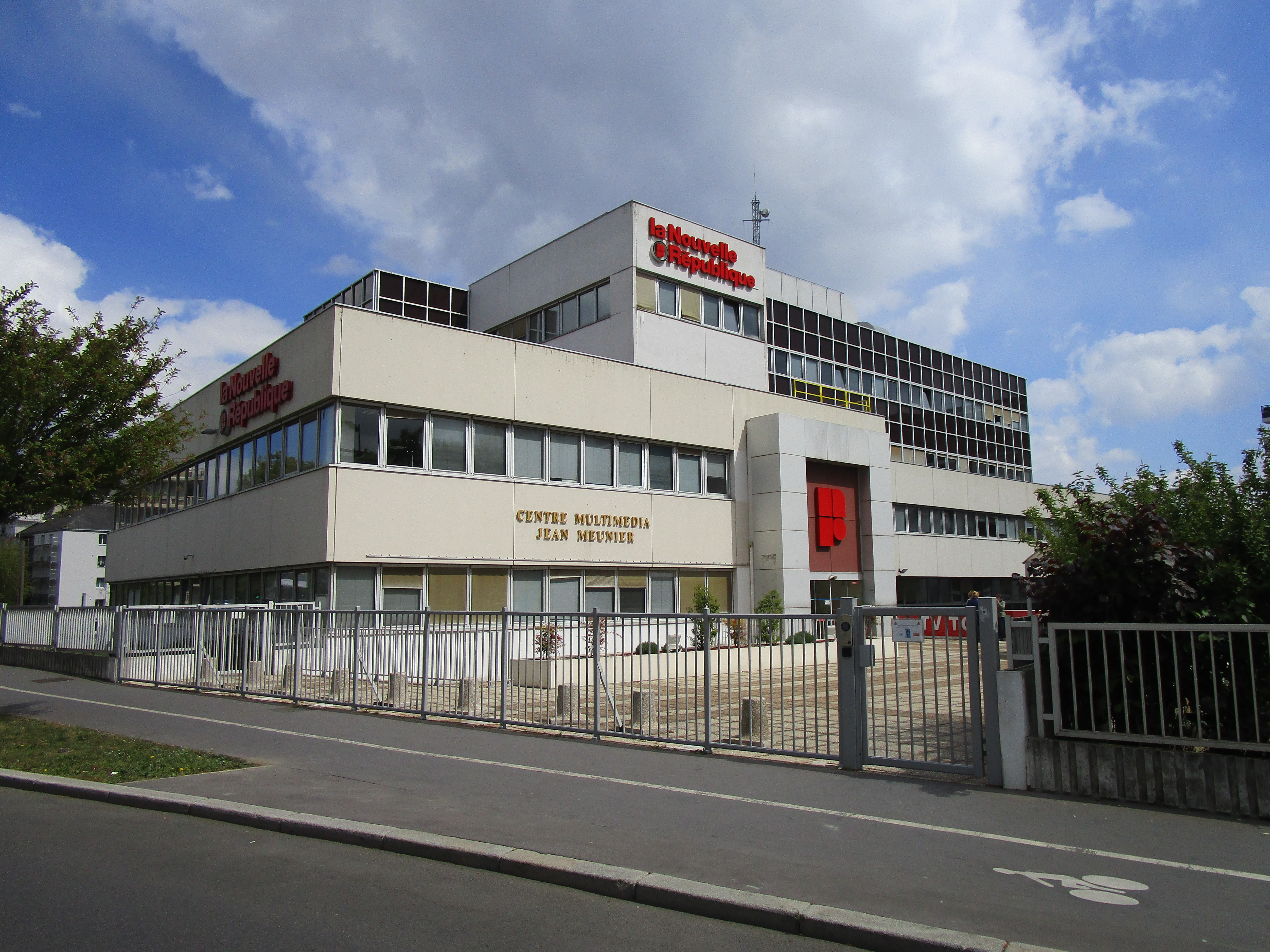
Le siège social de La Nouvelle République, à Tours, en 2017.

Jacques Saint-Cricq a écrit en 1988 :
« Le 1er septembre 1944, La Nouvelle République paraît au grand jour après deux numéros clandestins. Au terme de cinq années de combats et de souffrance, la France respire alors à pleins poumons l'air de la liberté retrouvée. Les fondateurs du journal, Jean Meunier, Pierre Archambault, entourés de Marcel Mallet, Paul Racaut et Émile Bèche se lancent dans l'aventure. »
Le journal comprend sept éditions locales, pour couvrir huit départements (la diffusion de la NR est de 300 000 exemplaires, en 1988, sur huit départements). Vingt ans après, elle a été réduite d'un tiers.
La Nouvelle République du Centre-Ouest (NRCO) est devenu le sixième quotidien régional français, diffusant dans la région Centre et celle de Poitou-Charente.
En novembre 2006 est lancée La Nouvelle République Dimanche. En septembre 2008, le journal change de format et opte pour la forme tabloïd.
En juillet 2009, une clause de cession accompagne la suppression de 181 postes dans le groupe, dont 125 pour le quotidien tourangeau qui compte alors 650 salariés au total, au moment de la montée dans le capital du groupe de presse Centre-France, pour rétablir l’équilibre d’exploitation à horizon 2010. Le journal affichait 7 millions d'euros de pertes pour un chiffre d'affaires de 98 millions d'euros.
Outre les deux principaux actionnaires qui détiennent environ un tiers du journal, une myriade de petits actionnaires, salariés et anciens salariés, détient alors l’essentiel des 343 470 actions et l’association de défense des petits actionnaires de La Nouvelle République (ADPANR), qui affirme représenter 30 % du capital. 
En 2015, l'association cherche cependant à vendre ses actions faute de rémunération suffisante. Depuis l'équilibre financier du journal s'est amélioré, avec une perte de 2,2 millions d'euros en 2015 et un bénéfice de 3,7 millions en 2016. Le chiffre d'affaires continue cependant à diminuer, à 76 millions en 2016 et le journal emploie 475 salariés cette année là.
Le 29 octobre 2018, la direction du journal annonce un nouveau plan d'économie prévoyant la suppression de 107 postes d'ici 2023 grâce à des non-remplacements de départs à la retraite, soit 32 journalistes, 25 employés, 25 ouvriers et 25 cadres, qu'elle justifie par une baisse importante de ses revenus publicitaires en plus d'une érosion de son lectorat.

## Critiques
Le journal est la cible de diverses critiques, concernant surtout son indépendance éditoriale et ses relations avec les acteurs économiques locaux. En 2009, l'arrivée du groupe Centre-France dans le capital du journal se fait à la condition de la dissolution de la société anonyme à participation ouvrière qui détenait une partie du journal depuis sa fondation à la Libération dans le but d'assurer son indépendance. En 2015, c'est au tour de l’association de défense des petits actionnaires de La Nouvelle République de chercher à vendre la totalité de ses parts aux autres actionnaires, soit 25 % des titres.
Le journal a également été critiqué par des partisans de la presse indépendante qui pointent selon eux sa dépendance à la publicité d'importants acteurs économiques locaux, l'organisation d'évènements par le journal autour de ces mêmes acteurs, ainsi que des « articles élogieux sur les entreprises locales, et des interviews complaisantes d’élus locaux ». Acrimed pointe aussi son traitement défavorable de certains mouvements sociaux, comme lors du mouvement contre la réforme des retraites de 2010.

## Diffusion et tirages

### La Nouvelle République
La diffusion totale moyenne par numéro de La Nouvelle République s'établit officiellement comme suit, selon l'OJD :
| Années     | 2005    | 2006    | 2007    | 2008    | 2009    | 2010    | 2011    | 2012    | 2013    | 2014    | 2015    | 2016    | 2017    | 2018    | 2019    | 2020    | 2021    | 2022    | 2023    | 2024    |
| ---------- | ------- | ------- | ------- | ------- | ------- | ------- | ------- | ------- | ------- | ------- | ------- | ------- | ------- | ------- | ------- | ------- | ------- | ------- | ------- | ------- |
| Tirages    | 259 709 | 252 493 | 245 860 | 239 523 | 229 864 | 213 801 | 207 859 | 203 728 | 196 645 | 192 104 | 185 567 | 178 009 | 172 135 | 166 132 | 160 057 | 150 125 | 145 895 | 138 082 | 129 067 | 120 017 |
| Diffusions | 231 411 | 224 560 | 217 232 | 213 593 | 205 288 | 192 937 | 187 974 | 184 651 | 178 499 | 174 084 | 168 118 | 161 491 | 156 154 | 154 169 | 149 519 | 144 246 | 141 117 | 134 944 | 129 586 | 123 156 |

### La Nouvelle République Dimanche
La diffusion totale moyenne par numéro de La Nouvelle République Dimanche s'établit officiellement comme suit, selon l'APCM :
| Années     | 2007   | 2008   | 2009   | 2010   | 2011   | 2012   | 2013   | 2014   | 2015   | 2016   | 2017   | 2018   | 2019   | 2020   | 2021   | 2022   | 2023   | 2024   |
| ---------- | ------ | ------ | ------ | ------ | ------ | ------ | ------ | ------ | ------ | ------ | ------ | ------ | ------ | ------ | ------ | ------ | ------ | ------ |
| Tirages    | 44 638 | 48 497 | 52 557 | 49 663 | 52 686 | 52 138 | 54 412 | 56 187 | 55 737 | 54 065 | 51 532 | 50 909 | 47 898 | 43 742 | 41 375 | 37 524 | 33 844 | 30 496 |
| Diffusions | 24 951 | 33 575 | 38 417 | 38 613 | 41 670 | 42 178 | 44 065 | 46 439 | 45 981 | 44 906 | 43 925 | 46 765 | 45 634 | 44 617 | 43 491 | 41 588 | 40 998 | 40 230 |

## Éditions
| Éditions       | Sièges      |
| -------------- | ----------- |
| Indre-et-Loire | Tours       |
| Indre          | Châteauroux |
| Loir-et-Cher   | Blois       |
| Deux-Sèvres    | Niort       |
| Vienne         | Poitiers    |

| Éditions       | Commentaires |
| -------------- | --- |
| Maine-et-Loire | L'édition a été supprimée le 1er juin 2006, en raison de la faiblesse du lectorat (une dizaine de cantons concernés dans l'arrondissement de Saumur). En effet, le journal était ici concurrencé par Le Courrier de l'Ouest. |
| Cher           | L'édition a cessé de paraître fin septembre 2009 dans sa version papier et sur internet à compter du 30 octobre 2009. |

## Logotypes

1944
1944
1945 à 1946
1946 à 1954
1954 à 1970
1970 à 1972
1972 à 1988
1989 à 2008
depuis 2009

## Groupe
La Nouvelle République du Centre-Ouest (NRCO) est détenu par un groupe de presse et de médias français basé à Tours (Indre-et-Loire) et portant le même nom. Le groupe est dirigé par Olivier Saint-Cricq. Il compte près mille employés[réf. nécessaire] répartis dans les cinq départements couvrant la zone de diffusion du quotidien (Indre, Indre-et-Loire, Loir-et-Cher, Deux-Sèvres, Vienne), et détient des participations dans quelques autres médias, comme Val de Loire TV.
Le Groupe La Nouvelle République tente de muter vers le numérique avec ses propres développements de plateformes web et applications mobiles. Le groupe est par ailleurs impliqué dans l'organisation d'événements de grande envergure visant à promouvoir les entreprises et leurs entrepreneurs, ainsi que des initiatives privées, associatives ou attachées à des collectivités locales et territoriales. Le groupe est également coorganisateur ou partenaire de nombreux événements culturels, de loisirs ou sportifs auxquels il apporte son soutien[réf. nécessaire].